# Phare d'Alnes
Le phare d'Alnes (en norvégien : Alnes fyr) est un phare côtier construit en 1876 dans la municipalité de Giske, sur l'île Godøya, Comté de Møre og Romsdal en Norvège. Il est géré par l'administration côtière norvégienne (en norvégien : Kystverket).
Le phare est classé patrimoine culturel par le Riksantikvaren depuis 2000.
Identifiant : ARLHS : NOR-299 ; NF-3387 - Amirauté : L0832 - NGA : 6192 .

### Lien connexe
- Liste des phares de Norvège